# Le Portrait de son père

Le Portrait de son père is een film uit 1953 van regisseur André Berthomieu. De hoofdrol wordt gespeeld door Jean Richard. Brigitte Bardot speelt een ondersteunende rol.

## Verhaal
Een gegoede Parijse weduwe krijgt de schrik van haar leven, als de notaris vertelt dat haar zojuist overleden echtgenoot een haar onbekende volwassen zoon heeft. Deze zoon erft de aandelen in zijn vaders Parijse warenhuis, wat hem de zeggenschap over het bedrijf geeft.
De zoon, een boerenknecht, vestigt zich in Parijs. Na de nodige aanloopproblemen blijkt hij het warenhuis uitstekend te leiden. Aan het einde van de film draagt hij zijn aandelen over aan zijn halfzus en keert als een rijk man terug naar het platteland. Daar bezorgt zijn halfzusje hem de vrouw, die hij in Parijs heeft leren kennen.

## Rolverdeling
| Acteur            | Personage       |
| ----------------- | --------------- |
| Jean Richard      | Paul            |
| Michèle Philippe  | Marie           |
| Brigitte Bardot   | Domino          |
| Philippe Mareuil  | Michel          |
| Mona Dol          | Pauls moeder    |
| Paul Faivre       | Notaris         |
| Charles Bouillaud | Martin          |
| Maurice Biraud    | Didier          |
| Maurice Nasil     | Grégorian       |
| Robert Rollis     | Ferdinand       |
| Max Elloy         | Chauffeur       |
| Mona Goya         | Domino's moeder |

## Karakteristieken
De komedie gaat over familiewaarden. Richard speelt de onbekende zoon Paul. De in het zwart geklede Bardot speelt zijn halfzus Domino, een aardig en welopgevoed jong meisje. Haar rol vertoont geen spoor van haar gebruikelijke handelsmerken naaktheid, sensualiteit en vriendelijke immoraliteit.
Bardots zwarte kleding verwijst naar het Existentialisme, een filosofische stroming van rond 1950 die in het Parijs uit die tijd zijn eigen gepopulariseerde versie had. Een scène uit Le Portrait de son père haakt hier expliciet op in.

## Filmgeschiedenis
Le Portrait de son père kwam nooit in Groot-Brittannië en de VS uit. Verondersteld wordt dat Brigittes a-typische rol in deze familiekomedie hier veel mee te maken heeft.